# Grabiec (województwo śląskie)
Grabiec – wieś w Polsce położona w województwie śląskim, w powiecie zawierciańskim, w gminie Szczekociny.
Pod koniec XVI wieku wieś była położona w powiecie lelowskim województwa krakowskiego i była własnością klasztoru klarysek w Krakowie. W latach 1975–1998 miejscowość administracyjnie należała do ówczesnego województwa częstochowskiego.
Wieś położona jest w odległości 5 km od Szczekocin i sąsiaduje z wsią Bonowice, na lewym brzegu rzeki Krztyni.

## Nazwa
Nazwa miejscowości notowana była w formach Grabech (1332), Grabyecz (1470-80). Jest to nazwa topograficzna wywodząca się od rodzaju drzewa – grabu (psł. *grabъ).